# My World (Guns N' Roses)
My World è l'ultima traccia presente nell'album Use Your Illusion II dei Guns N' Roses. Composta interamente da Axl Rose, rimase all'oscuro degli altri componenti della band fino alla pubblicazione dell'album. Questo avvenimento contribuì allo scioglimento finale della band, avvenuto subito dopo l'uscita dell'album The Spaghetti Incident?, dato che si tratta non di una canzone di genere hard rock tipica del gruppo californiano, bensì di una canzone rap, cioè di una canzone al di sotto quindi degli standard cui avevano abituato i Guns N' Roses fino a quei tempi.
La canzone non è stata composta con strumenti classici come chitarra, basso o batteria, ma soltanto da un uso discutibile del sintetizzatore e di altre periferiche elettroniche, oltre che dalla voce di Axl Rose.